# Extrusión de alimentos

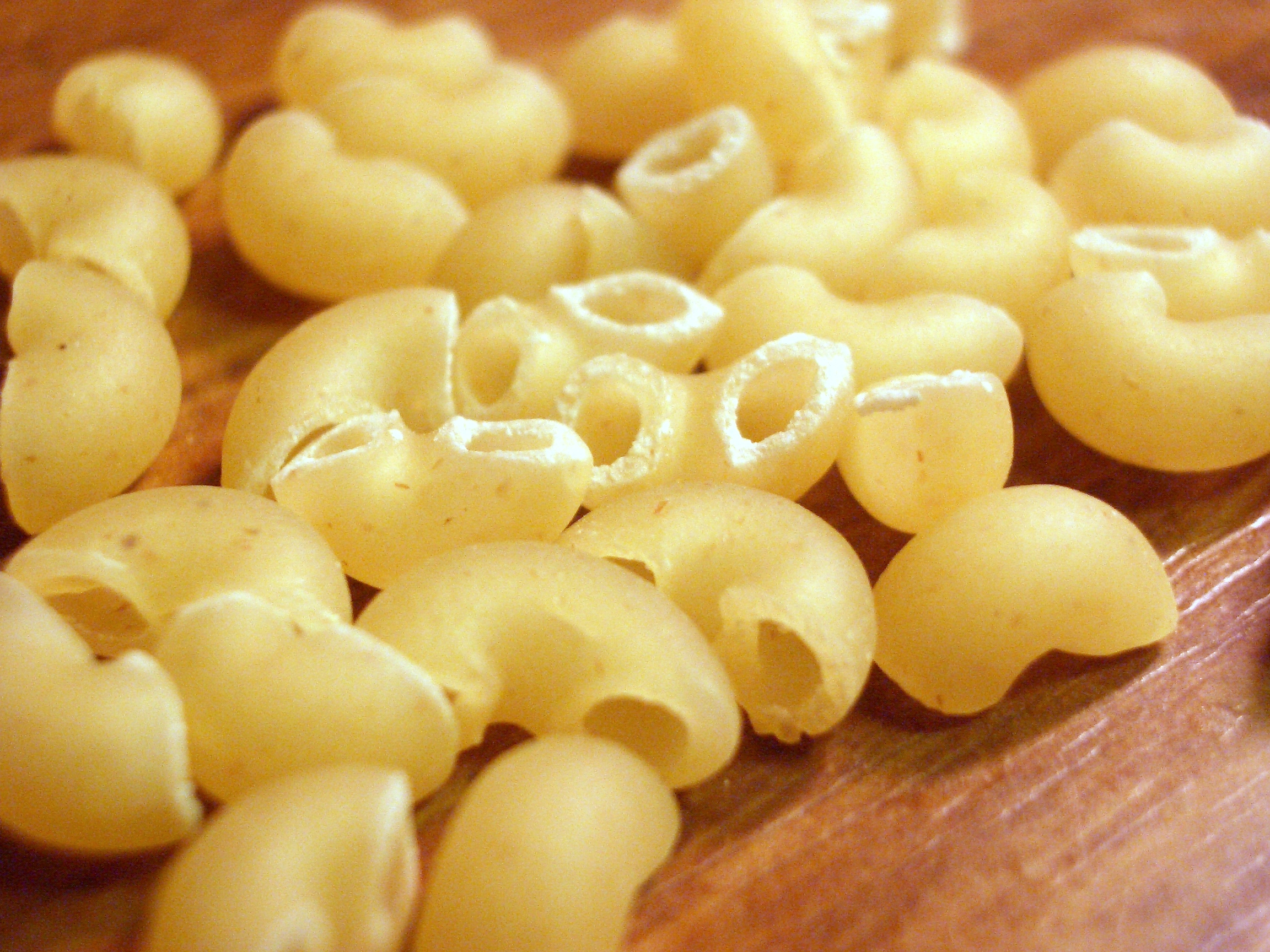
Los macarrones son una pasta hueca extruida.

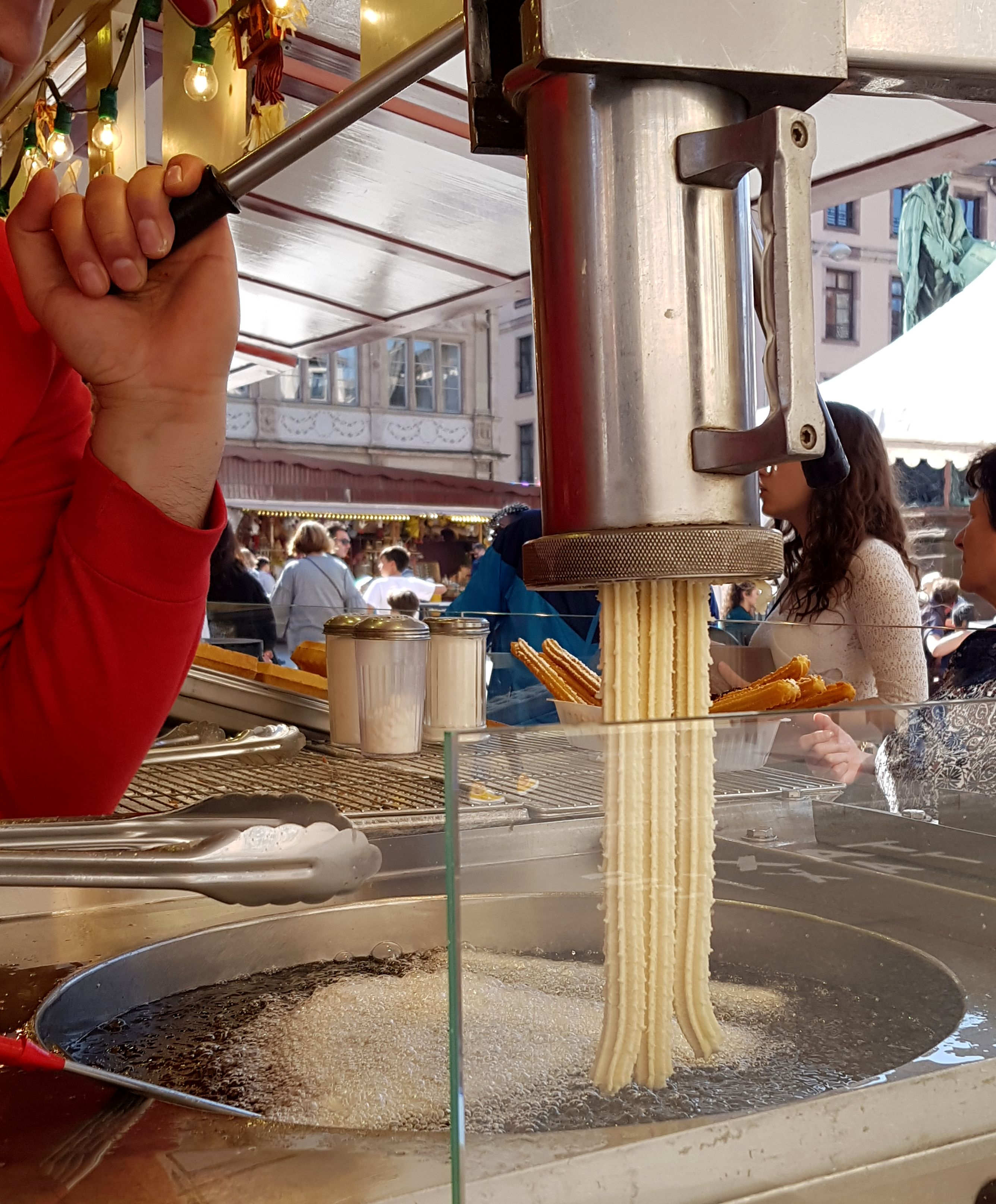
Extrusión de masa para churros en Estrasburgo

La extrusión en el procesado de los alimentos consiste en forzar ingredientes mezclados blandos a través de una abertura en una placa perforada o troquel diseñado para producir la forma requerida. Luego, la comida extruida se corta a un tamaño específico mediante cuchillas. La máquina que fuerza la mezcla a través del troquel se la conoce como extrusora, y la mezcla se conoce como extruido. La extrusora suele ser un gran tornillo giratorio que encaja firmemente dentro de un cilindro estacionario, en cuyo extremo se encuentra la matriz.
La extrusión permite la producción en cadena de alimentos a través de un sistema continuo y eficiente que garantiza la uniformidad del producto final. Estos incluyen algunas pastas, panes (picatostes, grisines y panes planos), muchos cereales para desayuno y refrigerios listos para comer, dulces, masa para galletas prefabricada, algunos alimentos para bebés, soya entera, proteína vegetal texturizada, algunas bebidas y alimentos secos y semihúmedos para mascotas. Los productos alimenticios fabricados mediante extrusión suelen tener un alto contenido de almidón.

## Proceso

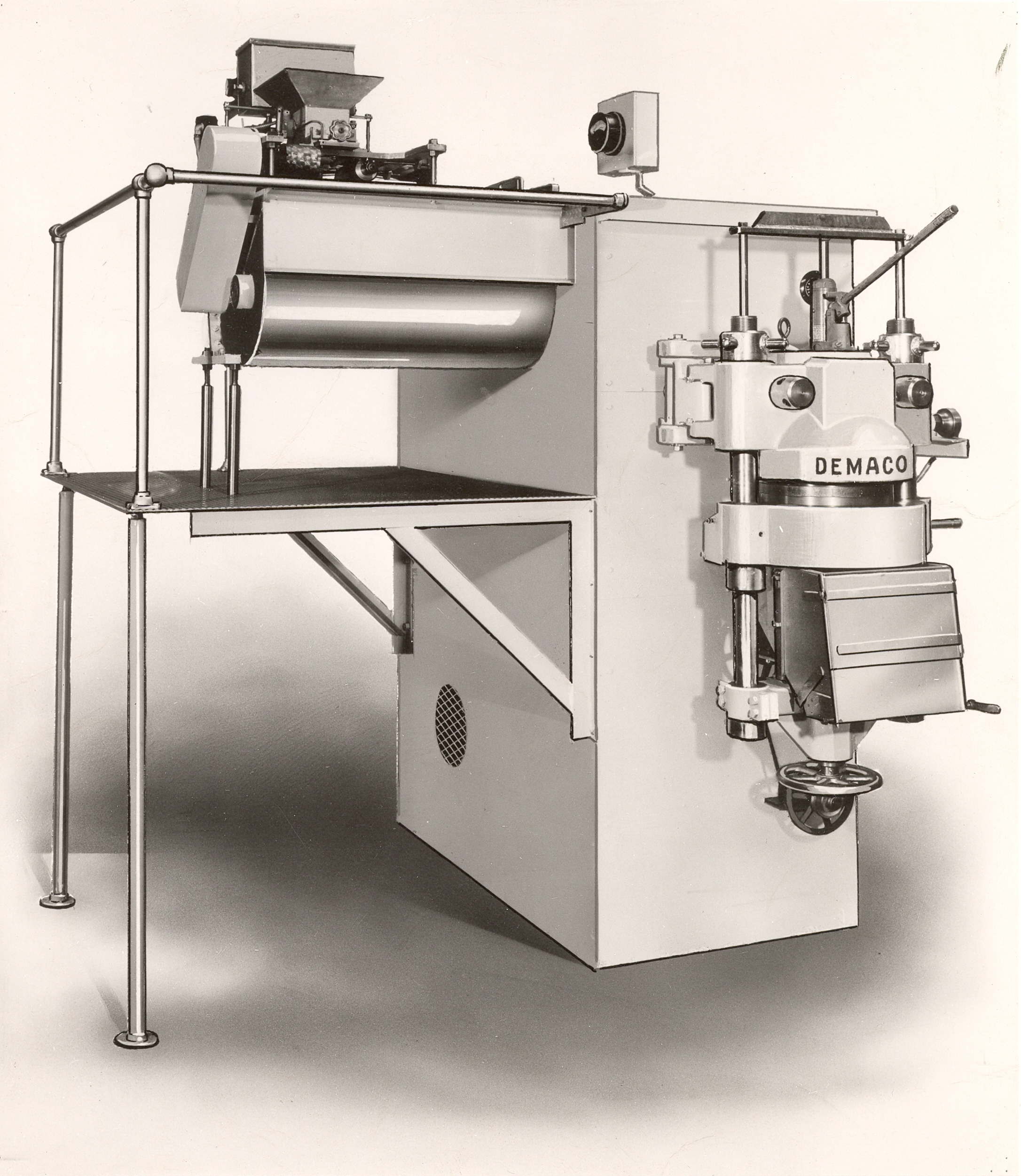
Una extrusora de pasta corta sin vacío de 1958.

En el proceso de extrusión, las materias primas se muelen primero hasta obtener el tamaño de partícula correcto, normalmente la consistencia de harina gruesa. La mezcla seca se pasa por un preacondicionador, en el que se añaden otros ingredientes según el producto de destino; estos pueden ser azúcar líquido, grasas, colorantes, carnes o agua. Se inyecta vapor para iniciar el proceso de cocción y luego la mezcla preacondicionada (extruido) se pasa a través de una extrusora. La extrusora es un gran tornillo giratorio que encaja firmemente dentro de un cilindro estacionario, en cuyo extremo se encuentra la matriz. El tornillo giratorio del extrusor fuerza el extruido hacia y a través del troquel. El extruido permanece en la extrusora durante el tiempo de residencia.[cita requerida]
Muchos productos extruidos se hinchan y cambian de textura a medida que se extruyen debido a la reducción de fuerzas y la liberación de humedad y calor. La medida en que lo hace se conoce como ratio de expansión. El extruido se corta a la longitud deseada mediante cuchillas en la salida del extrusor, que giran alrededor de las aberturas de la matriz a una velocidad específica. Luego, el producto se enfría y se seca, volviéndose rígido pero manteniendo la porosidad.[cita requerida]
La cocción se realiza dentro de la extrusora, donde el producto produce su propia fricción y calor debido a la presión generada (10-20 bar). El proceso puede inducir tanto la desnaturalización de proteínas como la gelatinización del almidón en algunas condiciones.
Muchos procesos de extrusión de alimentos implican una temperatura alta durante un período breve. Los factores importantes del proceso de extrusión son la composición del extruido, la longitud del tornillo y la velocidad de rotación, la temperatura y humedad del cilindro, la forma del troquel y la velocidad de rotación de las cuchillas. Estos se controlan en función del producto deseado para garantizar la uniformidad del resultado.[cita requerida]
La humedad es el más importante de estos factores y afecta la viscosidad de la mezcla, actuando para plastificar el extruido. El aumento de la humedad disminuirá la viscosidad, el torque y la temperatura del producto, y aumentará la densidad aparente. Esto también reducirá la presión en el troquel. La mayoría de los procesos de extrusión para el procesamiento de alimentos se llevan a cabo con una humedad baja a intermedia (nivel de humedad inferior al 40%). La extrusión con alto contenido de humedad se conoce como extrusión húmeda, pero no se usaba mucho antes de la introducción de las extrusoras de doble tornillo (TSE), que tienen una capacidad de transporte más eficiente. El factor reológico más importante en la extrusión húmeda de extruído con alto contenido de almidón es la temperatura.
La cantidad de sal en el extruido puede determinar el color y la textura de algunos productos extruidos. La relación de expansión y la ligereza del producto dependen de la concentración de sal en el extruido, posiblemente como resultado de una reacción química entre la sal y los almidones en el extruido. Los cambios de color como resultado de la concentración de sal pueden ser causados por «la capacidad de la sal para cambiar la actividad del agua del extruido y así cambiar la velocidad de las reacciones de pardeamiento». La sal también se utiliza para distribuir ingredientes menores, como colorantes y sabores alimentarios, después de la extrusión; estos se distribuyen más uniformemente sobre la superficie del producto después de mezclarlos con sal.

## Historia

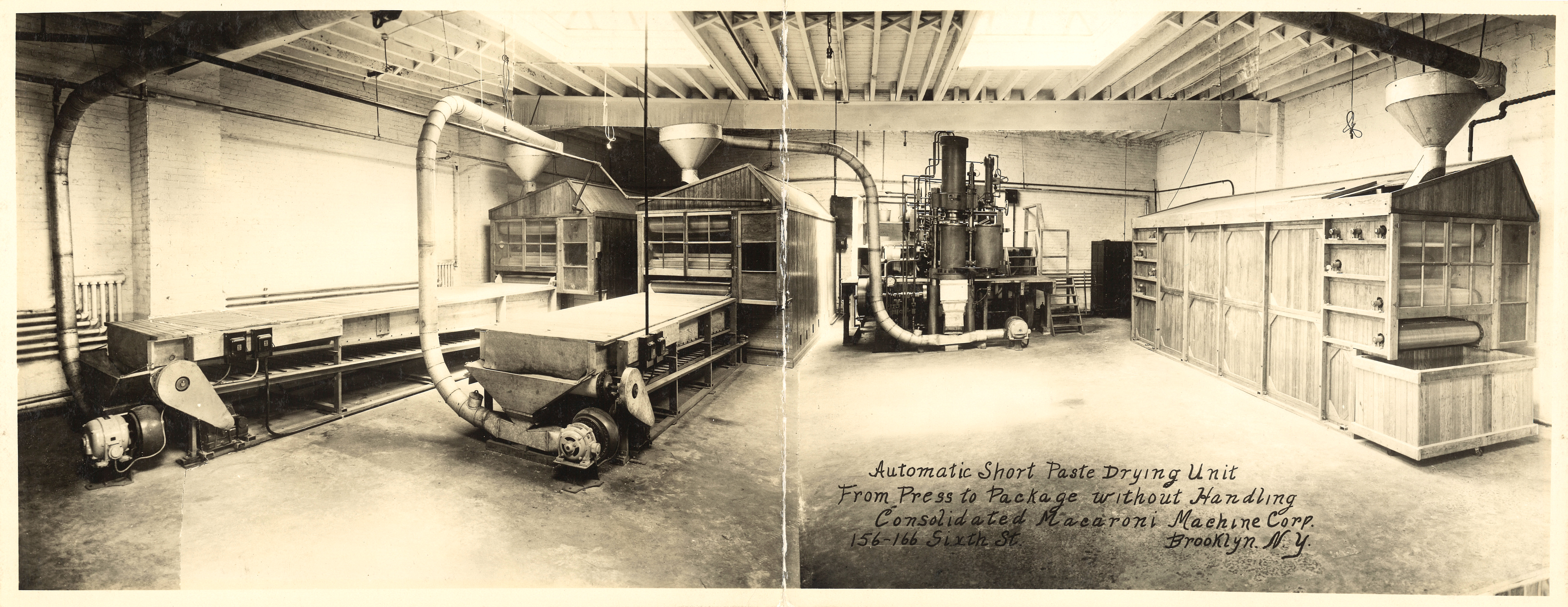
Línea de fabricación de pasta seca de los años 30.

La primera extrusora fue diseñada para fabricar salchichas en la década de 1870. La pasta seca y los cereales para desayuno se han producido por extrusión desde la década de 1930, y el método se ha aplicado a la producción de alimentos para mascotas desde la década de 1950 (la primera comida extruida para perros fue la Purina Dog Chow en 1957, y la primera comida extruida para gatos fue Purina Friskies en 1962). Algunos electrodomésticos de cocina, como las picadoras de carne y algunos tipos de máquinas para hacer pasta, utilizan extrusión. Las mangas pasteleras, exprimidas a mano, funcionan por extrusión.[cita requerida]

## Efectos
La extrusión permite la producción en masa de alimentos a través de un sistema continuo y eficiente que garantiza la uniformidad del producto final. Esto se logra controlando varios aspectos del proceso de extrusión. También ha permitido la producción de nuevos productos alimenticios procesados y «revolucionó muchos procesos de fabricación de snacks convencionales». El proceso de extrusión da como resultado «reacciones químicas que ocurren dentro del cilindro de la extrusora y en la matriz». La extrusión tiene los siguientes efectos:
- Destrucción de ciertas toxinas naturales.
- Reducción de microorganismos en el producto final.
- Ligero aumento de hierro - biodisponibilidad
- Creación de almidones desensibilizantes a la insulina (un factor de riesgo potencial para desarrollar diabetes)[7][8]
- Pérdida de lisina, un aminoácido esencial necesario para el desarrollo del crecimiento y el manejo del nitrógeno.
- Simplificación de almidones complejos, aumento de las tasas de caries
- Aumento del índice glucémico de los alimentos procesados, ya que el «proceso de extrusión aumentó significativamente la disponibilidad de carbohidratos para la digestión»[10]
- Destrucción de la vitamina A (B-caroteno)
- Desnaturalización de proteínas.

El material del que está hecho un troquel de extrusión puede afectar el producto final. Los troqueles de bronce rugoso de las extrusoras de pasta producen una superficie más rugosa que los troqueles lisos de acero inoxidable, lo que se considera que hace que las salsas para pasta más líquidas se adhieran mejor; la pasta hecha de esta manera es etiquetada como «pasta de bronce», indicando un producto prémium.
Los efectos de la cocción por extrusión sobre la calidad nutricional son ambiguos, ya que la extrusión puede cambiar los carbohidratos, la fibra dietética, el perfil de proteínas y aminoácidos, las vitaminas y el contenido mineral del extruido tanto beneficiosa como perjudicialmente.
La extrusión a alta temperatura y de corta duración «minimiza las pérdidas de vitaminas y aminoácidos». La extrusión permite la producción en masa de algunos alimentos y «desnaturalizará los factores antinutricionales», como la destrucción de toxinas o la muerte de microorganismos. También puede mejorar la calidad y digestibilidad de las proteínas y afecta la forma, textura, color y sabor del producto.
También puede provocar la fragmentación de proteínas, almidones y polisacáridos sin almidón creando moléculas reactivas que pueden formar nuevos enlaces que no se encuentran de forma natural, esto incluye las reacciones de Maillard que reducen el valor nutricional de las proteínas. Las vitaminas con termolabilidad pueden destruirse.  Se sabe poco sobre la estabilidad o biodisponibilidad de los fitoquímicos involucrados en la extrusión. Se ha descubierto que la calidad nutricional mejora en condiciones moderadas (corta duración, alta humedad, baja temperatura), mientras que con una temperatura alta (al menos 200 °C), baja humedad (menos del 15%) o componentes inadecuados en la mezcla, se produce un efecto negativo sobre la calidad nutricional del extruido.
Un trabajo de investigación de 2012 indica que el uso de harinas de cereales no tradicionales, como el amaranto, el trigo sarraceno o el mijo, pueden ser utilizadas para reducir el índice glucémico de los cereales para desayuno producidos por extrusión. El extruido que utiliza estas harinas de cereales presenta una mayor densidad aparente y de producto, tiene una relación de expansión similar y tiene «una reducción significativa de carbohidratos de fácil digestión y de carbohidratos de digestión lenta». Un artículo de 2008 afirma que reemplazar del 5% al 15% de la harina de trigo y la harina blanca con fibra dietética en la mezcla extruida de cereales para desayuno reduce significativamente la tasa y el grado de hidrólisis de carbohidratos de los productos extruidos, lo que aumenta el nivel de carbohidratos de digestión lenta y reduce el nivel de carbohidratos de digestión rápida.

## Productos
La extrusión ha permitido la producción de nuevos productos alimenticios procesados y revolucionó muchos procesos de fabricación de snacks convencionales.

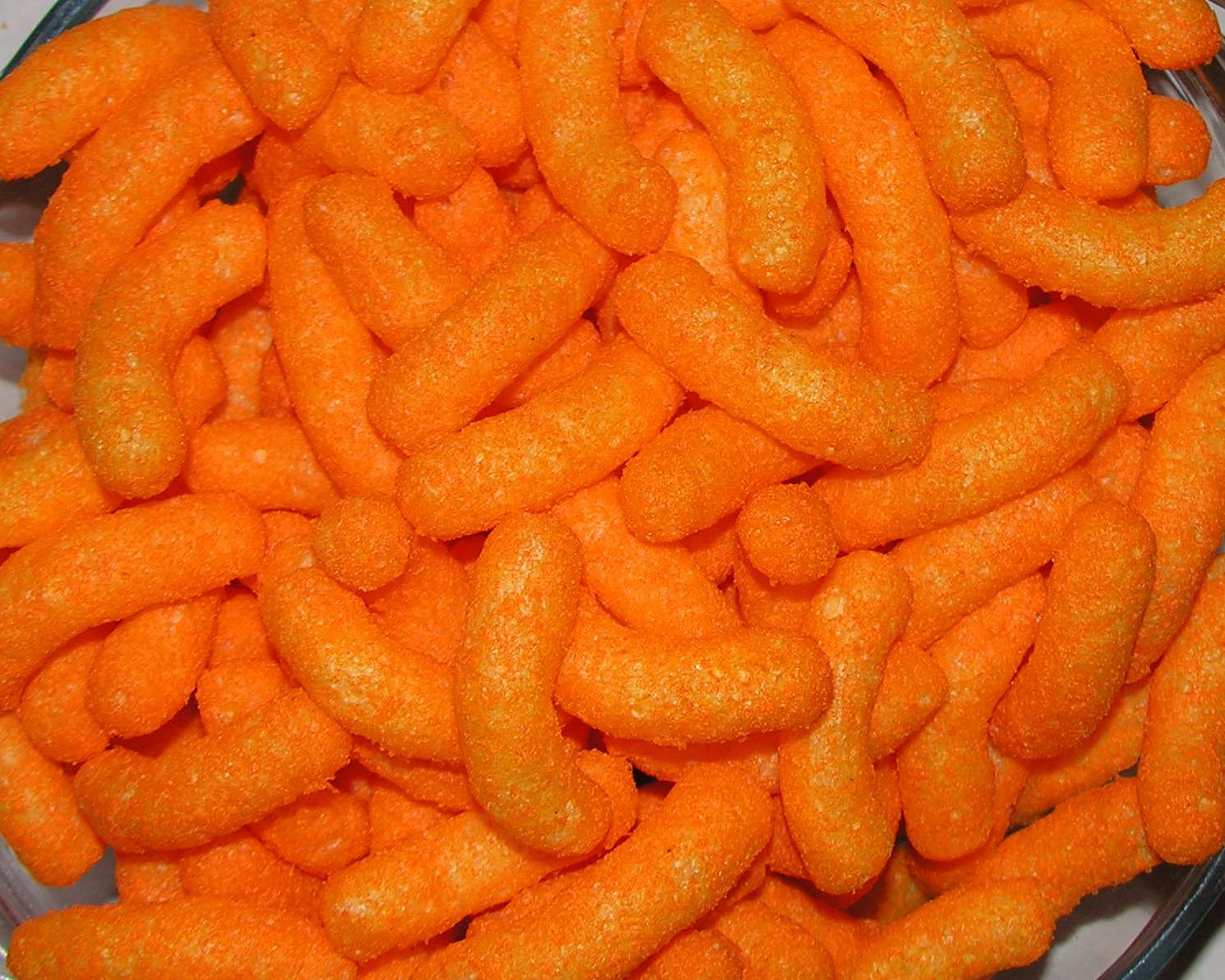
Bocados de queso elaborados con una extrusora.

Los distintos tipos de productos alimenticios fabricados por extrusión suelen tener un alto contenido de almidón. Los tipos directamente expandidos incluyen cereales para desayuno y rizos de maíz, y se elaboran en condiciones de alta temperatura y baja humedad bajo alto cizallamiento. Los productos no expandidos incluyen la pasta, que se produce con humedad intermedia (alrededor del 40%) y baja temperatura. Los productos texturizados incluyen análogos de la carne, que se elaboran utilizando proteínas vegetales («proteína vegetal texturizada») y un troquel largo para «impartir una estructura fibrosa similar a la carne al extruido», y pasta de pescado. Los productos de confitería elaborados mediante extrusión incluyen chicle, regaliz y caramelo.
Algunos quesos procesados y análogos del queso también se elaboran mediante extrusión. Los quesos procesados extruidos con baja humedad y temperatura «podrían tener una fabricación más adecuada» que aquellos con alta humedad o temperatura. Los quesos con menor humedad son más firmes y masticables, y el queso cheddar extruido con baja humedad y una temperatura de extrusión de 80 °C fue preferido ante otros quesos cheddar producidos en diferentes condiciones de extrusión, según un estudio. Un tiempo de residencia medio del extruido de aproximadamente 100 segundos puede producir «quesos procesados o análogos de queso de textura variable (untables o rebanables)».
Otros productos alimenticios que a menudo se producen mediante extrusión incluyen algunos panes (picatostes, grisines y panes planos), diversos bocadillos listos para comer, masa para galletas prefabricada, algunos alimentos para bebés, algunas bebidas y alimentos para mascotas secos y semihúmedos. Ejemplos específicos incluyen bocados de queso, macarrones, Fig Newtons, gominolas, sevai y algunas papas fritas. La extrusión también se utiliza para modificar el almidón y granular el alimento para animales.[cita requerida]

## Lectura adicional
- Edwin van Onna; Brigitte van Mechelen; Matthew Stewart; Shonquis Moreno; Chris Scott; Sarah Martin Pearson; Joeri Bruyninckx; Masaaki Takahashi (1993). The technology of Extrusion Cooking. Springer. ISBN 9780834213401.
- Guy, R. C. E. (2003). «EXTRUSION COOKING/Principles and Practice». Encyclopedia of Food Sciences and Nutrition. pp. 2222-2227. ISBN 9780122270550. doi:10.1016/B0-12-227055-X/00434-X.
- Shurtleff, William; Aoyagi, Akiko (2020). History of Extrusion Cooking and Extruders (1938-2020): Extensively Annotated Bibliography and Sourcebook. Lafayette, CA: Soyinfo Center. ISBN 9781948436298.